# Курянкі-Перші
Курянкі-Перші (пол. Kurianki Pierwsze) — село в Польщі, у гміні Рачки Сувальського повіту Підляського воєводства.
Населення — 130 осіб (2011).
У 1975-1998 роках село належало до Сувальського воєводства.

## Демографія
Демографічна структура станом на 31 березня 2011 року:
|          | Загалом | Допрацездатний вік | Працездатний вік | Постпрацездатний вік |
| -------- | ------- | ------------------ | ---------------- | -------------------- |
| Чоловіки | 64      | 20                 | 35               | 9                    |
| Жінки    | 66      | 12                 | 39               | 15                   |
| Разом    | 130     | 32                 | 74               | 24                   |